# Thanos - Signore della guerra
Thanos - Signore della guerra (Thanos: Titan Consumed) è un romanzo fantascientifico del 2018 dell'autore statunitense Barry Lyga. Ha come protagonista il cattivo del Marvel Cinematic Universe Thanos, mostrando la sua storia prima degli avvenimenti dei film. Sebbene sia rappresentato come un prequel, non è canonico con l'MCU.

## Trama
Thanos nasce sul pianeta alieno di Titano, unico figlio dell'influente leader A'Lars; fin da bambino viene tenuto segregato dal padre, in quanto teme un rigetto della società: infatti Thanos ha la pelle viola (ritenuto simbolo della morte) e una malformazione sul mento. Ciononostante, Thanos dà prova fin dall'infanzia di un'intelligenza geniale e cresce isolato dal mondo con la sola compagnia dell'unico amico Sintaa, in quanto il padre ha un comportamento distaccato con lui. Quando è adolescente, il titano viene convinto da Sintaa a partecipare per la prima volta a una festa e si bacia con una donna; ciò lo spinge ad andare a trovare la madre, che A'Lars ha sempre tenuta chiusa in un istituto psichiatrico impedendogli di vederla, solo per scoprire che è impazzita alla sua nascita apparentemente nel vedere il suo aspetto deforme. L'esperienza lascia profondamente sconvolto Thanos; mentre torna a casa ha modo di riflettere sulle pessime condizioni in cui si trova Titano e realizza che entro poche generazioni la sua razza andrà incontro all'estinzione a causa della sovrappopolazione che costringe a costruire sempre più palazzi e provoca lo scarseggiare di risorse. Cerca quindi di parlarne con il padre, che però rifiuta di ascoltarlo (si presume per profitto, dato che il suo principale impiego è quello della costruzione di giganteschi e lussuosi edifici); quindi invia un messaggio a tutta la popolazione in cui spiega la situazione e quella che ritiene sia l'unica soluzione: l'uccisione di metà degli abitanti di Titano. Ciò provoca il caos, i suoi amici tagliano i ponti con lui e Thanos viene esiliato dal pianeta.
Sempre deciso a salvare il suo popolo, il titano tenta di raggiungere i Kree per chiedere loro aiuto, ma la sua navicella è intercettata dall'astronave di un folle tiranno chiamato Sua Eccellenza, che da secoli viaggia nell'universo con centinaia di schiavi. Thanos diventa a sua volta un prigioniero, ma riesce ad entrare nelle grazie dell'uomo grazie alla sua capacità manuale; viene anche a sapere che Sua Eccellenza è alla ricerca di un misterioso oggetto che da' immenso potere. Il titano guida un ammutinamento con i suoi compagni Cha e Keebi, uccidendo Sua Eccellenza e prendendo il comando della nave, conducendo gli schiavi della nave sul pianeta Xandar. Thanos nel frattempo ha scoperto che l'oggetto cercato da Sua Eccellenza si trova ad Asgard, e si dirige a un avamposto asgardiano con Cha e Kebi; torturando la guardia, vengono a sapere che l'oggetto è una Gemma dell'Infinito. Dopo averla uccisa, attendono l'arrivo di una nave asgardiana per poterla usare per attaccare il regno, ma vengono quasi sopraffatti dai tre guerrieri che ci sono a bordo; Kebbi viene uccisa, mentre Thanos e Cha attraversano un wormhole fino al mondo natale di una razza aliena rettiliana chiamata Chitauri; nell'impatto Thanos resta ferito gravemente.
Thanos guarisce dopo parecchi mesi e poi si incontra con l'Estraneo, il sovrano dei Chitauri. I due fanno un patto: Thanos verrà dotato di un esercito e di un passaggio su Titano mediante i Leviatani, in cambio Thanos renderà i Chitauri un esercito. Una notte il titano apprende con sgomento da Cha che la sua previsione su Titano si è avverata, in quanto dei messaggi captati fanno presagire l'estinzione dei titani. Seguendo un segnale, riescono finalmente a tornare sul pianeta in cerca di sopravvissuti. Thanos si imbatte in una copia artificiale di A'Lars, il quale gli spiega come tutta la loro razza sia stata spazzata via da fenomeni meteorologici, malattie e carestia: Thanos è dunque l'ultimo sopravvissuto della sua specie. Poi gli rivela di aver riguardato i calcoli del figlio e, una volta capito che la sua previsione era corretta, aveva raccolto campioni di DNA dei leader più influenti di Titano e li aveva conservati nella speranza che un giorno Thanos tornasse e facesse rivivere così la sua specie. Colto dalla rabbia per non essere stato ascoltato, Thanos distrugge la copia artificiale di suo padre e i campioni di DNA rendendo così impossibile qualsiasi speranza di riportare in vita i suoi simili ritenendo che sia ciò che si meritano. Tornato alla nave, Thanos dice a Cha di non aver trovato sopravvissuti e trascorre un periodo di depressione in cui si allena duramente. Successivamente decide di dedicare la sua vita a impedire che ad altri pianeti capiti quello che è successo a Titano: accompagnato da Cha e dall'Estraneo, il titano si mette alla guida dei Chiaturi e inizia a viaggiare per vari pianeti sovraffollati, offrendo loro la stessa soluzione proposta al suo popolo, per poi inviare i Chitauri a massacrare tutti gli esseri viventi quando rifiutano, ritenendolo più misericordioso rispetto alla lunga e dolorosa dipartita subita dai titani. Thanos diventa in breve tempo uno degli esseri più temuti e odiati dell'universo, portando però dalla propria parte alcuni individui che abbracciano la sua filosofia e che prendono il nome di Ordine Nero o Figli di Thanos. Decide così di cambiare metodo e uccidere metà delle popolazioni dei pianeti sovraffollati nella speranza che i sopravvissuti possano poi riprendersi e che anche il resto dell'universo veda che il suo metodo sia efficace per quanto brutale. Durante l'assalto sul pianeta Zehoberei, Thanos si interessa a una bambina di nome Gamora e la prende con sé, decidendo di adottarla per renderla sua erede affinché porti avanti la sua missione. Il titano si affeziona a lei maggiormente rispetto agli altri suoi servitori, ma nonostante ciò la sottopone a un brutale addestramento per trasformarla in un'assassina. Qualche tempo dopo preleva anche un'altra bambina di nome Nebula; per evitare che le due sorelle vadano troppo d'accordo e si uniscano contro di lui, fa in modo di metterle una contro l'altra durante gli allenamenti e prelevando parti del corpo di Nebula ogni volta che perde contro Gamora, rimpiazzandole con parti meccaniche.
Thanos finisce per rendersi conto che i pianeti sono troppi da dimezzare usando solo la forza militare e che, comunque, l'universo intero finirà inevitabilmente per esaurire le fonti di sostentamento. Thanos ricorda il suo fallito tentativo di entrare ad Asgard e scopre che potrebbero esserci più Gemme dell'Infinito sparse nella galassia. Un essere chiamato il Cantastorie potrebbe sapere se esse siano reali e dove trovarle, quindi Thanos decide di andare a cercarlo. Cha, da tempo contrariato dalla piega genocida assunta da Thanos, lo affronta sostenendo sia diventato un mostro ossessionato da un obiettivo che non può raggiungere e che dovrebbe cambiare metodo; il titano lo uccide spezzandogli il collo e getta il suo corpo nello spazio. Dopodiché, rintraccia il Cantastorie e si dirige da lui; la creatura gli racconta che esistono sei Gemme dell'Infinito e ognuna controlla un aspetto dell'esistenza: Spazio, Realtà, Potere, Anima, Mente e Tempo. Il Cantastorie si rivela il possesso della Gemma della Mente, che custodisce da centinaia di anni in attesa di qualcuno che lo trovasse per provarne il potere. La usa quindi per torturare Thanos e nel mentre si vanta affermando che la userà per conquistare l'universo, ma in quella intervengono Nebula e Gamora che lo uccidono. Thanos si impossessa della Gemma della Mente e riflette su come le Gemme potrebbero aiutarlo a realizzare il suo scopo. Decide così di cercare anche le cinque restanti per poter eliminare metà della vita nell'universo, portandolo così alla salvezza.

## Personaggi

### Provenienti dal Marvel Cinematic Universe
- Thanos: Un titano proveniente dall'omonimo pianeta; fin da bambino è emarginato a causa della sfumatura viola della sua pelle, ritenuto il colore della morte dai suoi simili, e all'incredibile intelligenza. Diventa ossessionato dall'idea di salvare Titano dall'estinzione a causa della sovrappopolazione, scopo che poi estenderà a tutto l'universo. Per raggiungere il suo obiettivo conclude che l'unico modo è uccidere metà di ogni popolazione e la sua determinazione e freddezza lo portano a diventare spietato.
- L'Estraneo (The Other): Il leader dei Chitauri, appoggia Thanos nella sua campagna di morte e diventa suo fedele servitore. In The Avengers e Guardiani della Galassia gli fa da portavoce, prima di essere ucciso da Ronan l'Accusatore.
- Gamora: Una bambina aliena prelevata da Thanos durante il massacro del suo popolo, in quanto rimasto colpito nel vederla cercare di proteggere sua madre. Viene sottoposta a un brutale addestramento che la porta a diventare un'assassina e sviluppa un profondo odio verso Thanos che però non riesce a uccidere. Nonostante la durezza con cui la tratta, è l'unica persona per cui Thanos sembra provare (seppur in modo distorto) dell'affetto.
- Nebula: Una bambina aliena prelevata da Thanos, che l'ha scelta poiché il colore blu della sua pelle le ha ricordato il suo viola. Thanos fa in modo di metterla contro la sorella adottiva Gamora mediante la competizione per impedire che le due si alleino contro di lui, ciononostante tra le donne esiste comunque una certa intesa. Thanos la preferisce molto meno rispetto a Gamora, non facendosi scrupoli a mutilarla e rimpiazzare parti del suo corpo con altre robotiche con lo scopo di "migliorarla".
- Ordine Nero: Fauce d'Ebano, Proxima Media Nox, Gamma Corvi e l'Astro Nero: sono svariati alieni che hanno aderito alla causa di Thanos e mettono in atto i massacri dei popoli in sua vece. Si fanno anche chiamare Figli di Thanos, sebbene il titano non si cura minimamente di loro.
- Chitauri: Una razza di alieni capitanati dall'Estraneo in cui Thanos si imbatte casualmente e che diventano il suo principale esercito. Hanno una sola mente collegata alla loro astronave nave, pertanto non hanno considerazione dei singoli. Thanos li usa per addestrarsi e imparare a combattere.

### Originali
- A'Lars: Il padre di Thanos; su Titano è un leader influente e addetto alla costruzione di lussuosi palazzi iper-tecnologici in cui ospitare la popolazione in crescente numero. Ha sempre trattato il figlio con grande distacco e freddezza, tenendolo segregato in casa per gran parte della sua vita, e non si è fatto scrupoli a recludere la moglie malata mentalmente in un istituto apposta per lei. Si rifiuta di credere alla previsione di Thanos sul destino di Titano e non fa nulla per opporsi al suo esilio, sebbene in seguito si ricreda. È tra le vittime delle successivi catastrofi che colpiscono il pianeta e lascia un messaggio al figlio affinché possa ricreare la loro specie con il DNA di individui scelti appositamente. Thanos per la rabbia distruggerà tali campioni, rendendo impossibile qualsiasi speranza di far rivivere Titano.
- Sintaa: Unico amico di Thanos su Titano; i suoi genitori furono corrotti da A'Lars affinché il loro figlio frequentasse Thanos, ma in seguito diventa davvero suo amico. Tuttavia, resta sconvolto dalla sua dichiarazione pubblica di usare il genocidio per salvare la loro razza dall'estinzione e prende le distanze da lui. Si presume sia tra le vittime delle catastrofi che successivamente flagellano Titano.
- Gwynith: Una titanide coetanea di Thanos; si conoscono a una festa ed è con lei che Thanos scambia il suo primo e ultimo bacio. Le confida il pericolo che la loro razza corre, al che lei lo prega di trovare un modo per salvarli tutti, frase che resterà impressa nella mente del titano trasformandosi in ossessione. Resta comunque sconvolta quando Thanos suggerisce pubblicamente il genocidio come soluzione e prende le distanze da lui. Durante i suoi viaggi Thanos la rivede spesso in sogno in una forma sempre più decomposta (facendo intendere che sia morta) in cui continua a pregarlo di salvare tutti.
- Cha: Un alieno che Thanos incontra sulla nave spaziale di Sua Eccellenza e che diventa il suo maggior alleato e amico; pur essendo un pacifista, inizialmente assiste ugualmente Thanos nelle sue campagne di morte ritenendole misericordiose. Con il tempo resta sempre più contrariato dai suoi metodi brutali, finché Thanos non lo uccide dopo che lo accusa di essere diventato un mostro.
- Sua Eccellenza: Un alieno alla guida di una gigantesca astronave con a bordo centinaia di creature sue schiave; è un tiranno folle e sadico alla ricerca delle Gemme dell'Infinito, setacciando casualmente l'universo da secoli senza alcun risultato. Thanos riesce a ucciderlo, liberando sé stesso e tutti gli altri schiavi dal suo controllo. Sebbene sia un personaggio originale, è probabilmente basato sul Gran Maestro.
- Keebi: Un'aliena ex schiava di Sua Eccellenza; indossa sempre un velo per celare il muso da rettile ed è dotata di sacche velenose che paralizzano la vittima. Assiste Thanos nell'uccisione di Sua Eccellenza e in seguito lo accompagna con Cha a cercare le Gemme dell'Infinito su Asgard. Di carattere lunatico e scontroso, è molto fedele a Thanos e ai suoi ideali; viene uccisa durante lo scontro con gli asgardiani.
- Il Cantastorie: Una misteriosa creatura che sa ogni cosa, è in possesso della Gemma della Mente racchiusa in uno scettro. Thanos lo visita per farsi dire dove si trovano le varie Gemme dell'Infinito ma la creatura, essendo diventata folle per la lunga solitudine, lo pone sotto il suo comando e tortura per sperimentare la Gemma della Mente e poi andare a conquistare l'universo. Viene ucciso da Nebula e Gamora.
- Yrsa: Una guerriera asgardiana che viene attaccata con i suoi due compagni all'avamposto dove si erano rifugiati Thanos, Cha e Keebi, i quali intendono dirigersi nel regno per recuperare una Gemma dell'Infinito. Combatte con un'ascia e insieme ai suoi compagni riesce a dare del filo da torcere agli avversari, essendo fortissimi e molto difficili da uccidere. Nonostante alla fine venga sopraffatta, riesce a ferire quasi a morte Thanos e Cha e a uccidere Keebi.

## Sviluppo
Il romanzo è stato annunciato ufficialmente, insieme alla copertina e alla trama, da io9 Gizmodo nell'aprile 2018, prima dell'uscita di Avengers: Infinity War. Lyga ha iniziato a lavorare al romanzo nel novembre 2017 e ha tenuto lunghe teleconferenze con la Marvel Entertainment per informarsi il più possibile sul protagonista, le motivazioni e il suo passato.
È stato pubblicato il 20 novembre 2018.

## Collegamenti con i film
- Viene spiegato in che modo Thanos sia entrato in possesso della Gemma della Mente e dell'esercito di Chitauri, che in seguito consegnerà a Loki dando il via agli eventi di The Avengers.
- La previsione di Thanos sul destino di Titano e la morte dei suoi simili viene accennata dallo stesso titano durante Infinity War.
- Il libro si apre con dei brevi flashward che mostrano i momenti in cui Thanos entra in possesso della Gemma dello Spazio, uccide Gamora e usa le Gemme dell'Infinito.
- Il prelievo di Gamora da parte di Thanos è simile a quanto mostrato in Infinity War; tuttavia, nel romanzo si afferma che Thanos resta colpito dalla bambina in quanto cerca di proteggere la madre dai Chitauri, mentre nel film Thanos si interessa a lei nel vederla cercare di contrastare uno dei suoi soldati.
- Il passato di Nebula e le torture a cui Thanos l'ha sottoposta sono menzionate dalla donna in Guardiani della Galassia Vol. 2.
- Thanos rimprovera Nebula perché non è riuscita a uccidere il Cantastorie al primo colpo e le dice che avrebbe dovuto "mirare alla testa"; in Infinity War è Thor a fare questo errore contro Thanos stesso, il quale gli rivolge tali parole prima di usare il Guanto dell'Infinito.
- Per contrastare il controllo mentale dello scagnozzo di Sua Eccellenza, prima di affrontarlo Thanos si costruisce un particolare elmo protettivo dotato di corna che servono a "renderlo più minaccioso"; potrebbe trattarsi un riferimento all'elmo indossato da Loki nell'MCU.

## Critica
Stephen R. McEvoy ha scritto sul blog Books Reviews and More che il romanzo è "una lettura eccezionale" e  "eccellente per i fan dei fumetti e delle storie, o per i fan più occasionali dei film".